# داولیویل

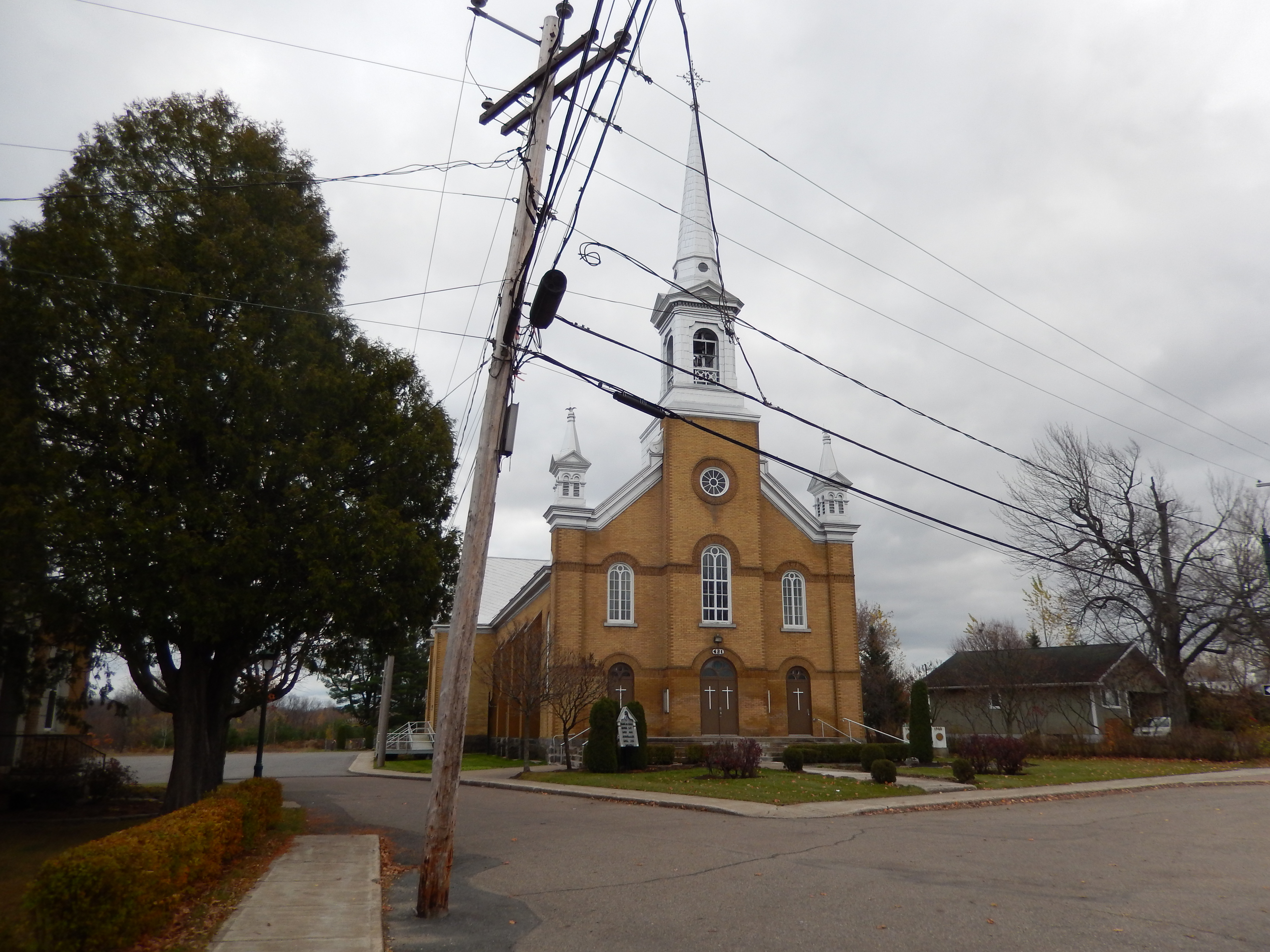
نمایی از کلیسای شهرک دیولویویل منطقه شهری آرتاباسکا - ۲۰۱۶

دیولویویل (به فرانسوی: Daveluyville) شهرکی در منطقه شهری آرتاباسکا ناحیه سانتر-دو-کبک در استان کبک کانادا است. در سرشماری سال ۲۰۱۱ این شهرک ۹۵۸ نفر جمعیت داشته‌است و مساحت آن ۲٫۲۵ کیلومتر مربع است.